# Harmonicon cerberus
Espèce
Harmonicon cerberus est une espèce d'araignées mygalomorphes de la famille des Dipluridae.

## Distribution
Cette espèce est endémique du Pará au Brésil,. Elle se rencontre dans la grotte Gruta do Pequiá à Parauapebas.

## Description
Le mâle holotype mesure 18,1 mm

## Publication originale
- Pedroso & Baptista, 2014 : A new troglomorphic species of Harmonicon (Araneae, Mygalomorphae, Dipluridae) from Pará, Brazil, with notes on the genus. ZooKeys, no 389, p. 77-88 (texte intégral).